# 1408 (فلم)
1408 هو فيلم رعب نفسي أمريكي من إنتاج 2007 الفيلم مقتبس عن قصة قصيرة للكاتب ستيفن كينج بعنوان "الغرفة 1408"، وهو من بطولة جون كوزاك وصامويل جاكسون، ومن إخراج مايكل هافستروم، أما كتاب السيناريو فهم مات جرينبرج وسكوت الكسندنر ولاري كاراسكزيويكس.

## القصة

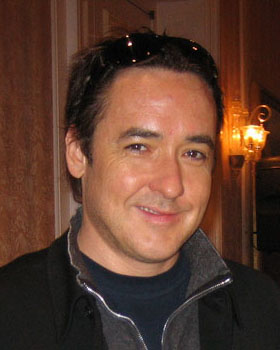
American actor John Cusack at a Dow Jones' D Conference, May 2006.

مايك انلسن جون كوزاك كاتب متميز لديه الكثير من الكتب والروايات الحائزة على أفضل الكتب مبيعا في مجال الرعب وذلك لجرأته الكبيرة في الذهاب إلى الأماكن التي لا يجرؤ معظم الناس إلى الذهاب إليها مثل المنازل المسكونة ومواقع الجرائم الغامضة وفي يوم من الأيام تصله رسالة وهو في مطعم من مرسل غامض ينصحه بعدم الذهاب إلى غرفة 1408 في فندق يسمى فندق دلفين في مدينة نيويورك وتحتوي الرسالة على صور للفندق ويتصل مايك بالفندق لحجز الغرفة لكن يتم رفض طلبه بشكل غامض عدة مرات إلى أن يتم الموافقة عليه أخيرا وبعدها يلتقي مايك بمدير الفندق جيرالد أولين صامويل جاكسون الذي يحذره من الدخول إلى تلك الغرفة المسكونة بسبب حدوث حوادث غريبة فيها ويريه ملف يحتوي على صور للضحايا وكيفية موتهم لكنه بأصرار مايك يعطيه جيرالد مفتاح الغرفة ليدخل مايك انلسن إلى الغرفة لتبدأ أحداث ستغير مجرى حياته إلى الأبد.

## شباك التذاكر
في أسبوعه الأول الفيلم افتتح في المرتبة الثانية بايرادت قدرها 20.6 مليون دولار 2,678 صالة سينمائية والفيلم حقق إيرادات تعادل $71.9 مليون دولار تقريبا في الولايات المتحدة وكندا والفيلم يحقق نجاحا كبيرا في باقي أنحاء العالم محققا $58.8 مليون دولار في أنحاء العالم لتصل إجمالي ايردات الفيلم إلى $132 مليون دولار.
| أداء شباك التذاكر                                |             |              |
| الميزانية:                                       | 25،000،000  | دولار أمريكي |
| إجمالي الإيراد المحلي في الولايات المتحدة وكندا: | 71,900,000  | دولار أمريكي |
| إجمالي الإيراد الدولي:                           | 58,800,000  | دولار أمريكي |
| إجمالي الإيراد العام:                            | 131,998,242 | دولار أمريكي |

## وصلات خارجية
- مقالات تستعمل روابط فنية بلا صلة مع ويكي بيانات